# 阮福绵㝜
阮福綿㝜（越南语：／，1823年3月8日—1866年8月5日），原名阮福綿寔，嗣德帝即位後改為今名。越南阮朝明命帝第二十三子，生母莊嬪陳氏線。
明命四年正月二十六日（1823年3月8日），阮福綿寔在順化皇城出生，年少時勤勉好學。明命二十一年（1840年）四月，受封為鎮蠻郡公（越南语：／）。嗣德十九年六月二十五日（1866年8月5日），阮福綿㝜去世，壽四十四歲，賜諡恭惠。葬於承天府香水縣居正總月瓢社，在香茶縣第五坊中步邑建祠祭祀。

## 家庭
阮福綿㝜有9子8女。後裔按御賜車字部起名。
- 七子阮福洪𨌍，襲封畿外侯。

## 脚注
1. 1 2  《阮福族世譜》，順化出版社，1995年，299頁。
2. ↑  《大南實錄》正編第二紀 卷二百一十二 明命二十一年四月 冊封皇子條。
3. ↑  見於《大南實錄》正編列傳二集卷六